# Gilles Binya
Gilles Binya, né le 29 août 1984 à Yaoundé, est un footballeur international camerounais. Il joue actuellement au poste de défenseur central.

## Biographie
Gilles Binya est réputé pour ses longues touches.
Il reçoit 17 sélections en équipe du Cameroun entre 2007 et 2010.
Il participe avec cette équipe à la Coupe d'Afrique des nations 2008 organisée au Ghana puis à la Coupe d'Afrique des nations 2010 qui se déroule en Angola.
Avec le club du Benfica Lisbonne, il joue 4 matchs en Ligue des champions et 4 matchs en Coupe de l'UEFA.

## Palmarès
- Finaliste de la Coupe d'Afrique des nations 2008 avec l'équipe du Cameroun
- Vainqueur de la Spor Toto Cup en 2012 avec Gaziantepspor